# Sněžná kotlina
Sněžná kotlina je přírodní rezervace poblíž obce Bělá pod Pradědem v okrese Jeseník. Zahrnuje část východních svahů Červené hory v pohoří Hrubý Jeseník. Oblast spravuje AOPK ČR Správa CHKO Jeseníky. Důvodem ochrany je horský les, strže a významná botanická lokalita.

## Potoky ve Sněžné kotlině
Ve Sněžné kotlině pramení:
| Název potoka                                  | Povodí                           | Úmoří        |
| --------------------------------------------- | -------------------------------- | ------------ |
| Sněžný potok (přítok Černého potoka)          | Bělá (přítok Kladské Nisy), Odra | Baltské moře |
| Černý potok (přítok Červenohorského potoka)   | Bělá (přítok Kladské Nisy), Odra | Baltské moře |
| Páteční potok                                 | Bělá (přítok Kladské Nisy), Odra | Baltské moře |
| Hluboký potok (přítok Červenohorského potoka) | Bělá (přítok Kladské Nisy), Odra | Baltské moře |